# Bohemian Football Club
O Bohemian Football Club é um clube de futebol irlandês. Sua sede fica na cidade de Dublin.
A equipe tem um retrospecto excelente no país: são 11 campeonatos irlandeses, sete copas da Irlanda, além de outros títulos de menor expressão, e algumas participações na Liga Europa e Liga dos Campeões da Uefa, sem ter passado da fase de grupos.
Rei O'Connor': maior ídolo do clube
Atualmente o clube não se encontra como era antigamente, tendo ocorrido um leve declinio.
O maior ídolo da história do Bohemian foi Turlough O'Connor, que curiosamente tem o mesmo nome de um rei irlandês dos séculos XI e XII (1088–1156). O ex-atacante tem 64 anos e está no Hall da Fama do clube.
Pelo Bohemian, O'Connor marcou 106 gols em 164 partidas, tendo conquistado quatro títulos, e também defendeu a seleção do país. Hoje, está sem clube e aposentado do futebol, mas já treinou o Athlone Town, de 1979 a 1985, Dundalk, de 1985 a 1993, e o próprio Bohemian, de 1993 a 1998.
Até astro de Hollywood já defendeu o Bohemian
Famoso ator irlândes de Hollywood, principalmente pelos filmes "A Lista de Schindler" (1993), "Star Wars: Episódio I - A Ameaça Fantasma" (1999) e Batman Begins (2005), nem sempre Liam Neeson trabalhou em frente às câmeras. Nascido em Ballymena, o astro de 58 anos entrou em 1971 na Universidade de Belfast, no curso de Física e Ciências da Computação. Mas foi lá que ele descobriu o talento no esporte. Chamando a atenção na faculdade, Neeson foi chamado pelo técnico do Bohemian, Sean Thomas, falecido em 1999, para um teste em uma partida contra o Shamrock Rovers, como substituto. Sem espaço, o irlandês acabou não recebendo oferta para fechar contrato, e ficou jogando apenas na faculdade, mas acabou no cinema.